# Joos (merk)
Joos is een historisch merk van motorfietsen.
Joos Söhne & Co. Maschinenfabrik, München (1900-1907). 
Duitse fabriek die eerst alleen tweecilinder-motoren, maar later ook motorfietsen bouwde. Er waren ook eencilinders en V-twins, die deels van Fafnir-motoren voorzien waren.